# Taufik Hidayat
Taufik Hidayat, född 10 augusti 1981 i Bandung, är en indonesisk idrottare som tog guld i badminton vid olympiska sommarspelen 2004 i Aten. På vägen mot guldet besegrade han bland annat Peter Gade (Danmark), Boonsak Ponsana (Thailand) och Shon Seung-mo (Sydkorea). Han har vunnit Indoneisa Open fem gånger sedan 1999. 2005 besegrade han världsettan Lin Dan i VM och blev den första badmintonspelaren någonsin att vinna både OS och VM.
Taufik är känd för sin enormt snärtiga backhand.
I februari gifte han sig med Ami Gumelar, dotter till Agum Gumelar som sitter i Indonesiens sportkomitté (KONI).

## Olympiska meriter

### Olympiska sommarspelen 2008
| Namn               | Gren   | 32-delsfinal | 16-delsfinal              | 8-delsfinal      | Kvartsfinal      | Semifinal        | Final            | Final            |
| Namn               | Gren   | Resultat     | Resultat                  | Resultat         | Resultat         | Resultat         | Resultat         | Plats            |
| ------------------ | ------ | ------------ | ------------------------- | ---------------- | ---------------- | ---------------- | ---------------- | ---------------- |
| (7) Taufik Hidayat | Singel |              | Wong (MAS) L 19-21, 16-21 | Gick inte vidare | Gick inte vidare | Gick inte vidare | Gick inte vidare | Gick inte vidare |